# 러시아 반도핑 기구
러시아 반도핑 기구(영어: Russian Anti-Doping Agency, 러시아어: Российское антидопинговое агентство), 또는 루사다 (RUSADA, РУСАДА)는 2008년 1월 성립된 러시아의 반도핑 기구이다. 세계 반도핑 기구 소속이었으나 2015년 제명당했다.

## 역사
러시아 반도핑 기구는 2005년 10월 19일에 열린 제33회 유네스코 총회(General Conference)에서 통과된 국제 스포츠 반도핑 협약을 2006년 12월 26일 러시아가 비준함에 따라 설립되었다. 이 기구는 올림픽 러시아 선수단과 패럴림픽 선수단에 대한 반도핑 업무를 진행한다.
러시아 반도핑 기구의 세계 반도핑 기구 인가는 본래대로라면 2017년까지 유효하였었지만, 여러 문제로 인해 제명당했다. 루사다의 웹사이트에서는 자신들이 러시아 정부와 무관하다고 주장한다.

### 러시아 체육 연맹 도핑 의혹
독일 방송국 ARD가 러시아 체육계의 도핑과 부패에 대한 의혹을 제기한 이후, 2014년 세계 반도핑 기구는 이에 대한 보고서를 의뢰하였다. 2015년 11월에 발표된 보고서는 러시아 체육 연맹과 루사다에 대한 강도 높은 비판과 몇몇 선수 개인의 도핑 범죄가 들어있었다. 보고서의 결론은 루사다가 러시아 체육부의 부적절한 영향력 내에 있다는 것이었다. 또한 루사다와 직원들이 체육인들에게 도핑 테스트를 사전 공지하고 도핑을 은폐하기 위해 "정기적으로" 뇌물을 받아왔다는 의혹을 제기하기도 하였다.
2015년 11월 18일 세계 반도핑 기구는 루사다 소속 연구소인 모스크바 반도핑 연구소를 제명하였다. 하지만 루사다 자체는 해체되지 않았으며 도핑 테스트는 다른 연구소에서 진행되었다.
2016년 2월에는 루사다의 고위 관계자인 뱌체슬라프 시니예프(Vyacheslav Sinyev)와 니키타 카마예프(Nikita Kamayev)가 사망했다. 선데이 타임스 측 보도에 따르면 카마예프는 사망 직전 "1987년부터 러시아에서 행한 스포츠 약리학과 도핑의 진실된 이야기"라는 책을 출판하려는 계획을 세우고 뉴스 에이전시와 접촉하였다고 한다.

### 2016년 매클레런 보고서
2016년 7월 16일 세계 반도핑 기구가 임명한 조사요원 리처드 매클레런은 러시아에서 국가 주도적 도핑에 대한 97장에 달하는 보고서를 발표하였다. 이 보고서는 루사다, 러시아 체육부, 러시아 연방보안국과 러시아 국가대표팀 준비 위원회가 "양성 샘플을 없애버리는 방법"이라는 "국가가 지시한 안전장치 시스템"을 통해 도핑한 러시아 체육인을 비호한 것이 합리적인 의심의 수준을 벗어났다고 하였다. 매클레런 보고서에 따르면 양성 샘플을 없애버리는 방법은 적어도 2011년 말부터 2015년 8월까지 사용했다.:35 양성 샘플 643개에 이 방법을 사용했으며, 러시아측 기록 접근 제한으로 인해 보고서 필자들은 이 수를 최소라고 보고 있다.:39
국제 반도핑 기구는 이 보고서 결과를 통해 루사다를 국제 반도핑 기구에 불복종 하는 것으로 간주한다고 하였으며, 2016년 하계 올림픽에서 러시아 선수 출전을 금지해야 한다고 하였다.
2018년 5월 18일 국제 반도핑 기구는 루사다가 국제 기준을 준수하려는 행보를 보일 때까지 제명이 지속될 것이라고 밝혔다.